# Gyachung Kang
Der Gyachung Kang ist ein 7952 m hoher Berg im Himalaja an der Grenze zwischen China und Nepal.
Er ist der höchste Berg zwischen Mount Everest und Cho Oyu im Mahalangur Himal. Er liegt etwa 8 km östlich des Cho Oyu und ist mit diesem über einen langen Bergrücken verbunden, der eine Höhe von 7200 m nicht unterschreitet. Im Osten liegt der Nup La („West-Pass“) zwischen dem Rongbuk-Tal im Norden und dem Dudhkoshi-Tal im Süden. Der Gyachung Kang gilt als der höchste Siebentausender der Erde. Der Gyachung Kang liegt auf nepalesischer Seite im Sagarmatha-Nationalpark.

## Besteigungsgeschichte
Er wurde am 10. April 1964 von Yukihiko Kato und Kiyondo Sakeisawa (Japan) sowie Pasang Phutar III (Nepal), Teilnehmer einer japanischen Expedition, über den Nordwestgrat erstbestiegen. Am 11. April folgten Kazunobu Machida und Kuzunari Yasuhisa. Bei der Expedition kam der Japaner Akio Otaki durch einen Sturz ums Leben.
Ein slowenisches Team um Andrej Stremfelj durchstieg 1999 die Nordwand. Diese erste Besteigung von Tibet aus war erst die vierte Besteigung des Berges. Diese Route wurde 2001 von Yasushi Yamanoi wiederholt. Im Abstieg gerieten er und seine Frau Taeko, die im letzten Biwak auf 7500 m geblieben war, in einen Schneesturm und mussten mehrere Lawinen überstehen. Beide erlitten schwere Erfrierungen.

## Alibifunktion
Der Gyachung Kang hat als 20 km westlich des Mount Everest gelegener „Fast-Achttausender“ eine wechselhafte Geschichte als angemeldetes, vorgebliches Ziel mindestens einer Expedition, deren eigentliches, nicht angemeldetes und damit illegales Ziel der Mount Everest war. 1962 erreichte eine kleine Expedition unter Leitung von Woodrow Sayre die Nordroute zur Besteigung des Mount Everest und erreichte ca. 7800 m Höhe, wobei eigentlich nur eine Besteigung des Gyachung Kang genehmigt worden war.